# Stop Staring at the Shadows
Stop Staring at the Shadows – dziewiąty mixtape amerykańskiego duetu hip-hopowego $uicideboy$, wydany 14 lutego 2020 roku przez G*59 Records. Album zadebiutował na 30. miejscu listy Billboard 200.

## Tło
Album został ogłoszony na Twitterze przez Ruby'ego da Cherry i $crima 20 grudnia 2019 roku. Wraz z zapowiedzią albumu ukazały się również dwa single – „Scope Set” oraz „Fuck Your Culture”.

## Sukces komercyjny
Album sprzedał się w ilości ponad 18,3 tysiąca egzemplarzy w samym USA. Na liście Independent Albums mixtape zadebiutował na 1 miejscu. Utwór ...And to Those I Love, Thanks for Sticking Around stał się najpopularniejszą piosenką duetu osiągając 5 miejsce na liście Bubbling Under Hot 100 oraz 35 w Nowej Zelandii. Utwór uzyskał status platynowej płyty. Pozostałe piosenki; All Dogs Go to Heaven, Putrid Pride, That Just Isn't Empirically Possible zajęły w Nowej Zelandii kolejno miejsca, 26, 32 i 34.

## Lista utworów
| 1.                       | «All Dogs Go to Heaven»                              | 2:33 |
| 2.                       | «I Wanna Be Romanticized»                            | 2:13 |
| 3.                       | «One Last Look at the Damage»                        | 1:37 |
| 4.                       | «[whispers indistinctly]»                            | 2:44 |
| 5.                       | «MEGA ZEPH»                                          | 1:41 |
| 6.                       | «Putrid Pride»                                       | 1:46 |
| 7.                       | «That Just isn't Empirically Possible»               | 2:03 |
| 8.                       | «What the Fuck is Happening»                         | 1:46 |
| 9.                       | «Bizarro»                                            | 3:34 |
| 10.                      | «Scope Set»                                          | 1:59 |
| 11.                      | «Fuck Your Culture»                                  | 1:42 |
| 12.                      | «...And to Those I Love, Thanks for Sticking Around» | 2:48 |
| Całkowita długość: 26:00 |                                                      |      |

## Pozycje na listach
| Lista (2018)                        | Najwyższa pozycja |
| ----------------------------------- | ----------------- |
| Finlandia (Suomen viruslinen lista) | 18                |
| Nowa Zelandia (RMNZ)                | 22                |
| Stany Zjednoczone (Billboard 200)   | 30                |
| Kanada (Canadian Albums Chart)      | 53                |
| Szwajcaria (Schweizer Hitparade)    | 75                |
| Belgia / Flandria (Ultratop)        | 81                |
| Niemcy (Offizielle Top 100)         | 82                |
| Independent Albums (Billboard)      | 1                 |
| Top R&B/Hip-Hop Albums (Billboard)  | 16                |